# 喜望峰の風に乗せて
『喜望峰の風に乗せて』（きぼうほうのかぜにのせて、The Mercy）は2017年のイギリスの伝記映画。監督はジェームズ・マーシュ、主演はコリン・ファースが務めた。
1968年にヨットでの単独無寄港世界一周レースに参加した実在のビジネスマンであるドナルド・クローハーストが厳しい自然と耐え難い孤独に翻弄される姿を描いている。
なお、本作は作曲家ヨハン・ヨハンソンの遺作となった。原題のThe Mercyは「慈悲」を意味し、クローハーストが船上で綴った詩の一節から引用されている。

## ストーリー
ドナルド・クローハーストはヨット好きが高じてヨット用機器の製造・販売を始めたが、商売は早々に行き詰まってしまった。1968年、そんな彼の耳にサンデー・タイムズ・ゴールデン・グローブ・レースが開催されるという情報が入ってきた。ドナルドは「そのレースで優勝すれば、ヨットによる単独無寄港世界一周航海を史上初めて達成した人物という栄誉にまで与ることができ、それは自分のビジネスの起爆剤になるはずだ。また、妻や子供たちへの最高のプレゼントにもなる」と確信し、直ちに参加準備を始めた。広報担当にジャーナリストのロドニー・ホールワースを起用するなど、ドナルドは戦略的に事を進めていた。しかし、準備時間が不足していたこともあって、自身が乗り込むヨットを完璧に仕上げることができなかった。
そんな状況下でドナルドは世界一周の航海に旅立ったが、案の定、ヨットの不具合に苦しめられることになった。ヨットの建造費を借金で賄ったこともあり、レースをリタイアすることはドナルドが破産することを意味していた。しかし、このまま航海を続ければ、遭難することは必定であった。窮地に陥ったドナルドはある策略を思いついた。「航海日誌を偽造して世界一周を達成したことにしてしまえば良い」と。破産を回避するための苦渋の決断ではあったが、この決断がドナルドを更に窮地へ追い込んでしまう。

## キャスト
- ドナルド・クローハースト: コリン・ファース
- クレア・クローハースト: レイチェル・ワイズ
- ロドニー・ホールワース（英語版）: デヴィッド・シューリス
- スタンリー・ベスト: ケン・ストット
- ウィーラー: ジョナサン・ベイリー
- エリオット: エイドリアン・シラー（英語版）
- デニス・ハーブシュタイン: オリヴァー・モルトマン（英語版）
- ロナルド・ホール: マーク・ゲイティス
- フランシス・チチェスター（英語版）: サイモン・マクバーニー
- ジェームズ・クローハースト: キット・コナー
- レイチェル・クローハースト: エレノア・スタッグ
- イアン・ミルバーン: アンドリュー・バカン（英語版）
- アーサー・ブレイドン市長: ジェフ・ブレイドン

## 製作
2013年10月、ドナルド・クローハーストの伝記映画にコリン・ファースとケイト・ウィンスレットが出演することになったとの報道があった。2015年1月27日、本作の監督にジェームズ・マーシュが起用されたと報じられた。3月31日、ウィンスレットの降板を受けて、レイチェル・ワイズに代役のオファーが出ていると報じられた。5月、ジョナサン・ベイリーがキャスト入りした。

### 撮影
2015年5月20日、本作の主要撮影がイギリスで始まった。7月下旬にはマルタでの撮影が行われた。

## 公開
2017年11月、ロードサイド・アトラクションズが本作の全米配給権を獲得したと発表した。
当初、本作は2017年10月27日に全英公開される予定だったが、後に公開日は2018年2月9日に延期されることになった。ただし、本作の英国映画テレビ芸術アカデミー会員向け試写会は2017年11月28日に開催された。それは第71回英国アカデミー賞の候補資格を得るためであった。

## 評価
批評家から好意的に評価されている。映画批評集積サイトのRotten Tomatoesには54件のレビューがあり、批評家支持率は72%、平均点は10点満点で6.2点となっている。サイト側による批評家の見解の要約は「『喜望峰の風に乗せて』はコリン・ファースの重層的な名演に依拠してストーリーが進んでいく。ファースの演技は同作の脚本に欠けている深みと繊細さを作品にもたらしている。」となっている。また、Metacriticには6件のレビューがあり、加重平均値は64/100となっている。